# Gang bang

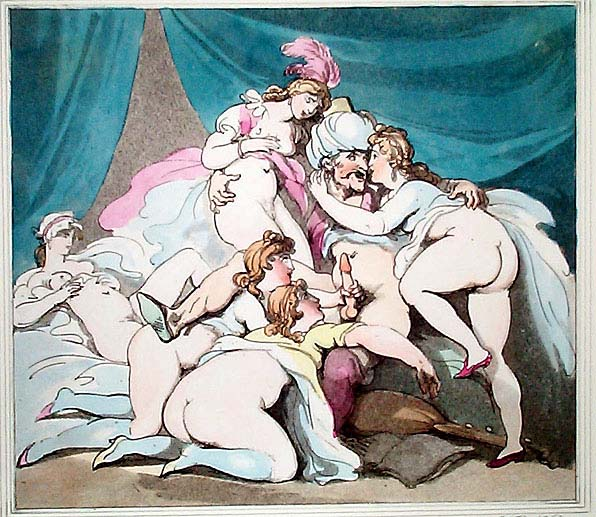
Gang bang

Gang Bang é um dos principais gêneros de sexo explícito, muito requisitado pelos fãs do cinema pornô. É caracterizado por cenas de sexo entre uma pessoa e várias pessoas diferentes em um curto espaço de tempo.

## História

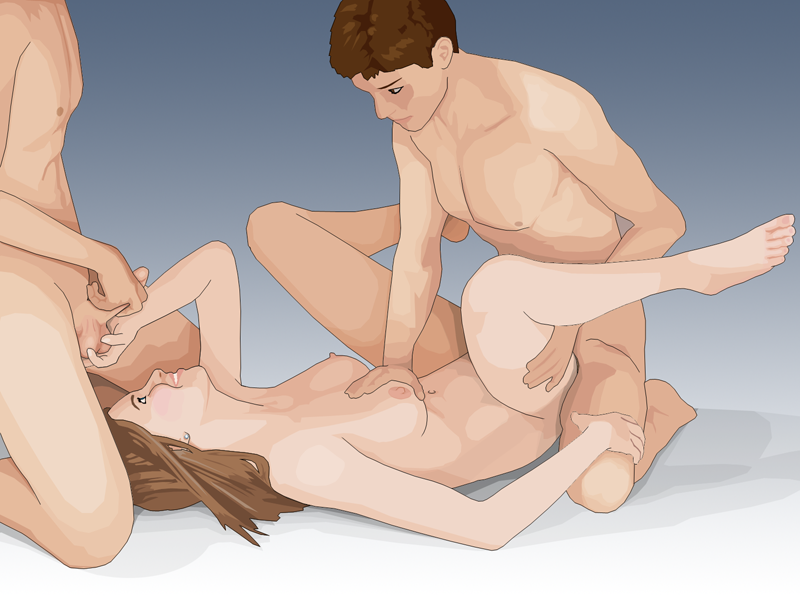
Sexo grupal.

O gang bang representa uma cena onde uma pessoa, independentemente do género, mantém relações sexuais com três ou mais pessoas, de igual ou diferente género. Esse ato foi sempre praticado pela indústria pornográfica, mas, em 1995, tomou caminhos mais grandiosos, tendo assim, status de superprodução pornográfica. Tudo isso devido a atriz porno Annabel Chong, que, naquele ano, fez um gang bang com 251 homens. Nos anos que se sucederam, outras atrizes candidataram-se ao posto de mulher que transou com mais homens em um certo período de tempo.
Recentemente, o vocábulo "Gang Bang" denomina também as reuniões de sexo grupal entre uma mulher e vários homens, um homem e várias mulheres ou vários homens, ou ainda várias mulheres e homens simultaneamente. Desta forma está relacionado ao sexo heterossexual, sexo homossexual ou sexo grupal. Existe toda uma mitologia e publicidade em relação ao género pornográfico do Gang Bang, de forma que as atrizes pornográficas esforçam-se para superar as suas concorrentes em número de relações sexuais num mesmo filme.

### Recordes de Gang Bang
Abaixo uma lista com algumas atrizes recordistas em número de relações sexuais em um único filme pornô heterossexual:
- Annabel Chong - 251 homens (1 dia)
- Jasmin St. Claire - 300 homens (1 dia)
- Houston - 500 homens (1 dia)
- Spantaneeus Xtasy - 551 homens (1 dia)
- Candy Apples - 721 homens (1 dia)[4]
- Marianna Rokita - 759 homens (1 dia)
- Lisa Sparxxx - 919 homens (1 dia)
- Sabrina Johnson - 2000 homens (2 dias)[5]

Todos esses recordes já saíram em vídeo ou DVD. Muitos consideram esses números uma farsa, os críticos dizem que é tudo um truque de edição, desta forma não seriam cenas reais.